# Hirai Baisen

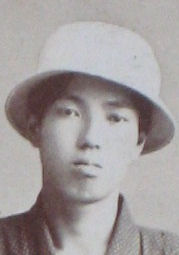
Hirai Baisen

Hirai Baisen (japanisch 平井 楳仙, Vorname eigentlich Hidezō; geboren 5. Januar 1889 in Kyōto; gestorben 30. August 1969) war ein japanischer Maler der Nihonga-Richtung.

## Leben und Werk
Hirai Baisen machte seinen Studienabschluss an der „Städtischen Kunst- und Kunstgewerbehochschule Kyōto“ (京都市立美術工芸学校. Kyōto shiritsu bijutsu kōgei gakkō). Anschließend bildete er sich unter dem Maler Takeuchi Seihō weiter. Schon 1907 wurde er auf der 1. „Bunten“ mit dem Bild „Miyazono no asa“ (宮苑の朝) – „Ein Morgen im Schrein-Garten“ zugelassen. 1910 beteiligte er mit anderen Kunststudenten seiner Alma Mater an der Gründung der Künstlergemeinschaft „Tōkakai“ (桃花会).
Auf der 5. „Bunten“ wurde Hirais Bild „Akatsuchiyama“ (あかつち山) – „Berg Akatsuchi“ lobend erwähnt. Er stelle auch woanders aus, z. B. auf der „Ausstellung für alte und neue Kunstwerke“ (新古美術品展, Shinko bjutsuhin-ten). Auf der „Taishō-Fachausstellung Tōkyō“ (東京大正博覧会, Tōkyō Taishō hakurankai) 1914 zeigte er „Funaji no natsu“ (船路の夏) – „Seeweg im Sommer“, was ihm eine Silbermedaille einbrachte. 1915 wurde er für sein Bild „Natsu“ (夏) – „Sommer“ mit einem Zweiten Preis ausgezeichnet.
Als 1919 als Nachfolger der „Bunten“ die „Teiten“ entstand, stellte Hirai auch dort regelmäßig aus. Zwar wurde er 1922 Kandidat, 1924 Mitglied des Teiten-Veranstaltungsgremiums, aber nach und nach zog er sich ins Privatleben zurück. 1931 war er auf der Ausstellung japanische Malerei in Berlin zu sehen.
Nach dem Zweiten Weltkrieg gründete Hirai den Förderverein „Baishinkai“ (楳進会), der ihn unterstützte. Weitere Werke von ihm sind „Botsuraku“ (没落) – „Untergang“,  „Daibutsu enjo“ (大仏炎上) – „Der Große Buddha in Flammen“, „Dankibi“ (暖き日) – „Warmer Tag“.